# Liste der Einträge im National Register of Historic Places im Douglas County (Minnesota)

Lage des Douglas County in Minnesota

Die Liste der Einträge im National Register of Historic Places im Douglas County in Minnesota (USA) führt alle Bauwerke und historischen Stätten im Douglas County auf, die in das National Register of Historic Places aufgenommen wurden.

## Legende
| NRHP | Historic Place    |
| HD   | Historic District |

## Aktuelle Einträge
| [ 2 ] | Name                                                      | Bild                                                      | Eintragsdatum        | Lage | Ort             | Beschreibung |
| ----- | --------------------------------------------------------- | --------------------------------------------------------- | -------------------- | --- | --------------- | --- |
| 1     | Alexandria Public Library                                 | Alexandria Public Library                                 | 1985 ID-Nr. 85001817 | 7th Avenue, West Street und Fillmore Street 45° 53′ 6,2″ N, 95° 22′ 43,7″ W                                    | Alexandria      | 1903 im Beaux-Arts-Stil errichtete Carnegie-Bibliothek                                                                                           |
| 2     | Alexandria Residential Historic District                  | Alexandria Residential Historic District                  | 1991 ID-Nr. 90002120 | Abgegrenzt durch Cedar Street, Douglas Street, Lincoln Avenue und 12th Avenue 45° 52′ 56,9″ N, 95° 22′ 58,8″ W | Alexandria      | 59 Gebäude von 1868–1930 |
| 3     | Basswood Shores Site                                      |                                                           | 1994 ID-Nr. 94000338 | Adresse nicht veröffentlicht                                                                                   | Alexandria      | Keramikfunde aus den Jahren 900–1650 der Dakota                                                                                                  |
| 4     | Brandon Auditorium and Fire Hall                          | Brandon Auditorium and Fire Hall                          | 1985 ID-Nr. 85001928 | Holmes Avenue 45° 57′ 52″ N, 95° 35′ 51″ W                                                                     | Brandon         | 1936 aus Beton und Feldsteinen im Rahmen einer Arbeitsbeschaffungsmaßnahme von der Works Progress Administration errichtetes städtisches Gebäude |
| 5     | Thomas F. Cowing House                                    | Thomas F. Cowing House                                    | 1985 ID-Nr. 85001821 | 316 Jefferson Street 45° 53′ 19,4″ N, 95° 22′ 24,3″ W                                                          | Alexandria      | 1875 im Stil der Neugotik errichtetes Gebäude |
| 6     | Douglas County Courthouse                                 | Douglas County Courthouse                                 | 1985 ID-Nr. 85001816 | 320 7th Avenue, West 45° 53′ 2,9″ N, 95° 22′ 53,9″ W                                                           | Alexandria      | 1895 im neoromanischen Stil errichtetes Gerichts- und Verwaltungsgebäude                                                                         |
| 7     | Great Northern Passenger Depot                            | Great Northern Passenger Depot                            | 1985 ID-Nr. 85001760 | North Broadway Ecke Agnes Boulevard 45° 53′ 30″ N, 95° 22′ 43,9″ W                                             | Alexandria      | 1907 errichteter Bahnhof der Great Northern Railway                                                                                              |
| 8     | John B. Johnson House                                     | John B. Johnson House                                     | 1977 ID-Nr. 77000730 | US 52 45° 52′ 2″ N, 95° 8′ 58,6″ W                                                                             | Osakis          | 1886 errichtetes sechseckiges Fachwerkhaus |
| 9     | Lake Carlos State Park WPA/Rustic Style Group Camp        | Lake Carlos State Park WPA/Rustic Style Group Camp        | 1992 ID-Nr. 92000776 | Abseits der MN 29 am nordöstlichen Ufer des Lake Carlos 45° 59′ 31″ N, 95° 20′ 50″ W                           | Carlos Township | Zwei in den 1930er Jahren im Rahmen einer Arbeitsbeschaffungsmaßnahme von der Works Progress Administration errichtete State Park-Gebäude        |
| 10    | Lake Carlos State Park WPA/Rustic Style Historic District | Lake Carlos State Park WPA/Rustic Style Historic District | 1992 ID-Nr. 89001654 | Abseits der MN 29 am nordwestlichen Ufer des Lake Carlos 45° 59′ 43″ N, 95° 20′ 41″ W                          | Carlos          | Drei in den 1930er Jahren im Rahmen einer Arbeitsbeschaffungsmaßnahme von der Works Progress Administration errichtete State Park-Gebäude        |
| 11    | Knute Nelson House                                        | Knute Nelson House                                        | 1977 ID-Nr. 77000729 | 1219 South Nokomis Street 45° 52′ 40,8″ N, 95° 21′ 59,4″ W                                                     | Alexandria      | 1872 errichtetes Wohnhaus von Knute Nelson, dem zwölften Gouverneur von Minnesota                                                                |
| 12    | August Tonn Farmstead                                     |                                                           | 1985 ID-Nr. 85002485 | County Road 65 45° 59′ 39″ N, 95° 17′ 9″ W                                                                     | Carlos          | Farm einer Einwandererfamilie mit sieben zwischen 1875 und 1890 errichteten Gebäuden                                                             |
| 13    | U.S. Post Office-Alexandria                               | U.S. Post Office-Alexandria                               | 1979 ID-Nr. 79001238 | 625 Broadway 45° 53′ 5,8″ N, 95° 22′ 38,3″ W                                                                   | Alexandria      | 1910 im Stil der Neorenaissance errichtetes Postamt                                                                                              |
| 14    | Noah P. Ward House                                        | Noah P. Ward House                                        | 1985 ID-Nr. 85001822 | 422 7th Avenue, West 45° 53′ 6,2″ N, 95° 23′ 2,9″ W                                                            | Alexandria      | 1903 im viktorianischen Stil errichtetes Gebäude                                                                                                 |

## Frühere Einträge
| [ 2 ] | Name                   | Bild | Eintragsdatum        | Lage                                                        | Ort    | Beschreibung                                              |
| ----- | ---------------------- | ---- | -------------------- | ----------------------------------------------------------- | ------ | --------------------------------------------------------- |
| 1     | Osakis Milling Company |      | 1986 ID-Nr. 86001407 | Lake Street Ecke Central Avenue 45° 53′ 4″ N, 95° 22′ 58″ W | Osakis | Im Jahr 1990 abgerissen; 1993 aus dem Register gestrichen |